# Małochwiej Duży
Małochwiej Duży is een dorp in de Poolse woiwodschap Lublin. De plaats maakt deel uit van de gemeente Krasnystaw.